# Catja Görna
Catja Görna (manchmal auch Katja Görna; * 18. November 1922 in Berlin; † 13. September 1996 in Berlin; eigentlich Catharina Görner) war eine deutsche Schauspielerin.

## Bühne
Die Tochter einer Opernsängerin aus den Niederlanden absolvierte bereits im Alter von 15 Jahren eine Schauspiel- und Tanzausbildung an der Babelsberger Filmakademie. 1937 gab sie in Berlin ihr Bühnendebüt als Schauspielerin. Es folgten Engagements in Hamburg und Berlin (u. a. Theater am Kurfürstendamm).

## Film
Bereits 1942 gab sie unter der Regie von Arthur Maria Rabenalt in der Komödie Meine Frau Teresa ihr Spielfilmdebüt. In ihrer kurzen Filmkarriere spielte sie in Produktionen in ganz Deutschland. Bei der DEFA wirkte sie in der Komödie Bürgermeister Anna nach Friedrich Wolf und dem Artisten-Drama Carola Lamberti – Eine vom Zirkus an der Seite von Henny Porten mit.
Für das bundesdeutsche Kino trat sie insgesamt viermal unter der Regie ihres damaligen Mannes, Eugen York, vor die Kamera: In den Kriegsdramen Morituri und Die letzte Nacht sowie in den Kriminalfilmen Export in Blond und Der Schatten des Herrn Monitor (neben Carl Raddatz).

## Synchrontätigkeit
Bereits seit Ende des Zweiten Weltkrieges arbeitete Catja Görna immer wieder als Synchronsprecherin, so z. B. 1947 unter der Dialogregie ihres damaligen Ehemannes York für Susan Peters im US-amerikanischen Spielfilm Random Harvest. Daneben lieh sie bekannten Kinogrößen wie Gina Lollobrigida (Das Wunder einer Stimme – Enrico Caruso) und Loretta Young (Kreuzritter – Richard Löwenherz) ihre Stimme. Ende der fünfziger Jahre arbeitete sie schließlich gänzlich als Aufnahmeleiterin und Sprecherin bei einer Westberliner Synchronfirma und beendete ihre schauspielerische Laufbahn.

## Privates
In erster Ehe war Catja Görna von 1946 an mit dem Regisseur Eugen York verheiratet, ihr zweiter Ehemann war der Schauspieler Rüdiger Renn.
Catja Görna, die lange Zeit an einer schweren Nierenerkrankung litt, veröffentlichte 1984 ihre Memoiren unter dem Titel Ich bin ein Maschinenmensch.

## Filmografie
- 1942: Meine Frau Teresa
- 1948: Morituri
- 1949: Hafenmelodie
- 1949: Die letzte Nacht
- 1950: Bürgermeister Anna
- 1950: Export in Blond
- 1950: Der Schatten des Herrn Monitor
- 1954: Carola Lamberti – Eine vom Zirkus
- 1958: Maß für Maß

## Hörspiele
- 1958: Maigret nimmt Urlaub